# Don Pelele
Francisco Pablo Quiroga Soria (Villa Mercedes; 25 de enero de 1923 - Buenos Aires; 1 de septiembre de 1991), más conocido como Don Pelele, fue un humorista y actor argentino.

## Carrera
Nacido en las cercanías de Villa Mercedes (provincia de San Luis), en un hogar humilde, de niño quiso aprender a tocar bandoneón, pero como su madre no se lo podía comprar trabajó hasta juntar el dinero para comprarse una armónica en una juguetería.
Llegó a Buenos Aires acompañando a un cantor.
Cuando el actor cómico Gogó Andreu lo vio haciendo varieté, se lo llevó al Sevilla Colmao.
Francisco Pablo Quiroga comenzó a ser conocido en Buenos Aires como Don Pelele.
Era un armonicista muy virtuoso, instrumento con el que era capaz de tocar cualquier género musical de manera impecable.
Inició su carrera como integrante de La Cruzada del Buen Humor. Formó un dúo con el actor cómico Alfredo Barbieri en la revista porteña y participó con él en ciclos televisivos como Mike Barbieri, El show de Barbieri y Pelele y Bat Pelele. Su particularidad era mantener constante una expresión impasible en su rostro.
En 1952 realizó su primera aparición cinematográfica en Las zapatillas coloradas, de Juan Sires y Enrique Carreras. Su carrera en cine fue escasa, pero llegó a participar en 15 películas, donde interpretó personajes humorísticos en tramas picarescas. Realizó roles secundarios en La mano que aprieta, Canario rojo y Vida nocturna. Se destacó en los años sesenta y setenta.
Participó junto a Juan Carlos Altavista en las exitosas Villa Cariño y Villa Cariño está que arde, donde interpretó además temas musicales. Junto a Alberto Olmedo y Jorge Porcel participó en Los doctores las prefieren desnudas. En 1980 realizó su última aparición cinematográfica en Operación comando, de Julio Saraceni.

## Fallecimiento
En 1990 fue internado de urgencia por un cuadro de desnutrición a lo que se le sumó una fractura de cadera, por la que se debió someter a una cirugía.
Falleció el 1 de septiembre de 1991 en la ciudad de Buenos Aires producto de un paro cardiorrespiratorio a los 68 años. Estuvo casado con la actriz y vedette Dorita Burgos.
Sus restos se encuentran en el Panteón de la Asociación Argentina de Actores, en el cementerio de la Chacarita.

## Filmografía

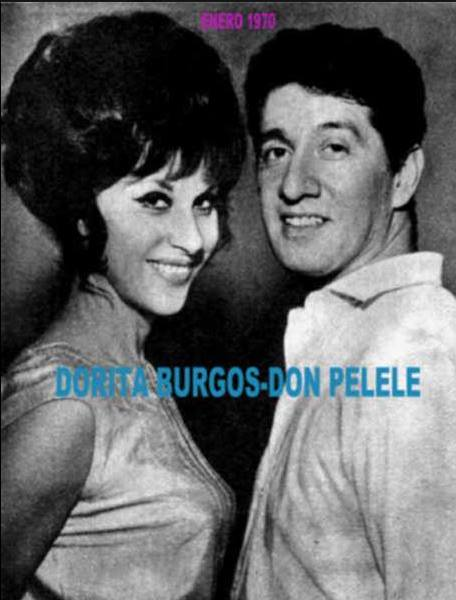
Don Pelele y Dorita Burgos en una temporada teatral de 1970.

### Intérprete
- 1952: Las zapatillas coloradas.
- 1953: La mano que aprieta.
- 1955: Vida nocturna.
- 1955: Los peores del barrio.
- 1955: Canario rojo.
- 1956: Estrellas de Buenos Aires.
- 1961: Canción de arrabal.
- 1965: Viaje de una noche de verano.
- 1967: Villa Cariño.
- 1967: Coche cama, alojamiento.
- 1968: Villa Cariño está que arde.
- 1974: Los doctores las prefieren desnudas .
- 1977: La obertura.
- 1980: Operación Comando.

### Temas musicales
- 1968: Villa Cariño está que arde.

## Teatro
- 1979: La tía Carlota, con Moria Casán. La obra resultó un fiasco económico; su productor Nicolás Carreras perdió suculentas sumas y se concretaron funciones con 120 espectadores, en una sala que posee una capacidad de casi 700.